# エルネスト・ルナン

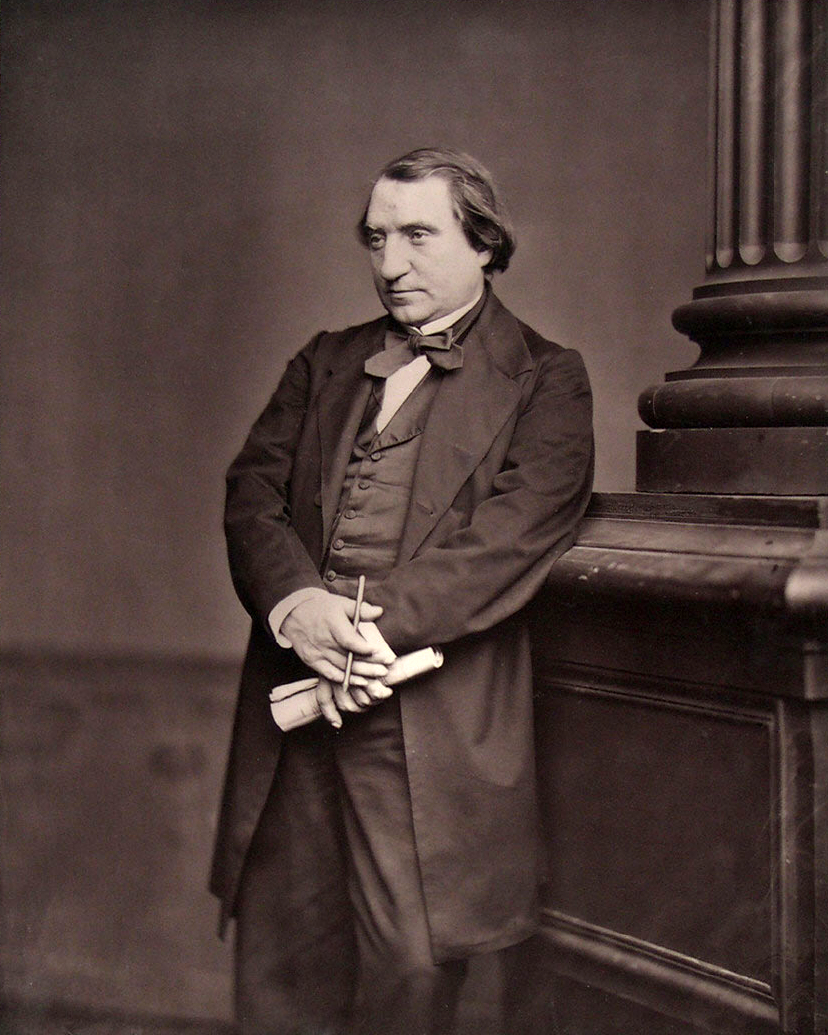
エルネスト・ルナン

ジョゼフ・エルネスト・ルナン（Joseph Ernest Renan、1823年2月28日 - 1892年10月12日）は、フランスの宗教史家、思想家。近代合理主義的な観点によって書かれたイエス・キリストの伝記『イエス伝』の著者。「反セム主義」という語を最初に用いたともされる。

## 人物・来歴

### 若年期
コート＝ダルモール県トレギエ出身。ルナンの父親はルナンが5歳の時に死去し、12歳年上の姉アンリエットが家計を助けるためにパリで教師の職に就いた。信心深い人格者であった姉アンリエットのルナンへの影響は大きく、1873年にはアンリエットについての回想記も記している。ルナンは母親の助けもあって、生地ブルターニュの神学校で傑出した成績を残し、そのまま聖職を目指しパリの大学へ進んだ。そこで都会における啓蒙主義的な科学知の世界に目覚め、カトリックの信仰への懐疑を抱き始める。聖職と知的誠実さとの間の葛藤の末に、教会の超自然的で伝統的な信仰を捨て、ルナンは「イエスの卓越した人格に対する信仰」と共に、聖職の道を断念する。

### 『イエス伝』の執筆
1860年から翌年にかけて、ルナンは政府の命によってパレスチナの学術調査の指揮を執る。ここでルナンは一帯を旅し『イエス伝』の下敷きとなるパレスチナの風物に親しく交わったが、同伴した姉アンリエットと同時にマラリアにかかり、意識を回復した時にはアンリエットは既に死去していた。このアンリエットの人格的感化力がなければ、ルナンの『イエス伝』はより破壊的な性格のものとなったと言われる。
帰国した1861年にコレージュ・ド・フランスのヘブライ語主任教授に就任したルナンは、翌1862年の開講初日にイエスのことを「比類なき人間」と呼んで即座に大きな物議をかもし、1870年の復職に至るまで講義は中止を余儀なくされてしまう。講義が中止に追い込まれた翌1863年、『イエス伝』は刊行された。イエスの天才的ヒューマニズムを賛辞して止まぬも、「奇跡や超自然」を全て非科学的伝説として排除したルナンの近代合理主義的な世界観による「史的イエス」の書は、すぐさま各言語に翻訳され、ヨーロッパで広く議論の的となった。
ルナンの『イエス伝』は、自然科学によって理論体系化不可能な要素は全てこれを迷信として排除するという聖書研究の世俗的伝統の端緒となった。
1884年、コレージュ・ド・フランスの学長に任命された。パリで没した。

## 国民論
ルナンは「ネイション」の定義についての有名な言説で知られる。1882年にソルボンヌで行った "Qu'est-ce qu'une nation?"（『国民とは何か』）という講演で示されたその内容は、かつてフィヒテが講演『ドイツ国民に告ぐ』で示した「ネイション」とは異なるものであった。フィヒテの「ネイション」概念が、人種・エスニック集団・言語などといった、明確にある集団と他の集団を区分できるような基準に基づくのに対し、ルナンにとっての「ネイション」とは精神的原理であり、人々が過去において行い、今後も行う用意のある犠牲心によって構成された連帯心に求められるとする。とりわけ、この講演の中で示された「国民の存在は…日々の国民投票なのです」という言葉は有名である。
こうしたルナンの主張は、仏独ナショナリズムの比較として採り上げられることが多い。フィヒテの説く「ナショナリズム」が民族に基づくものであり、ルナンの主張は理念に基づくナショナリズムなどと理解するものである。しかし、ルナンの主張も普仏戦争で奪われたアルザス＝ロレーヌ（住民使用言語はドイツ語に近い）が、フランスに帰属するものであるという彼個人の信念とも結びついている。王党派でもあり「諸君は王権神授説を信じなくても、王党派となることができるのだ」と述べている。

## 文明の使命
ルナンはフランスの植民地主義による侵略を、劣った人種を文明の域に引き上げる『文明の使命』として正当化し、普仏戦争の翌年である1871年に書いた『知的道徳的改革』において、優秀な西洋人種が黒人や中国人やアラブ人の「劣った人種」や「退化した人種」を征服し搾取するのは当然であると述べている。ルナンは『知的道徳的改革』の中でこう述べている。
マルティニーク出身の黒人詩人エメ・セゼールは『植民地主義論』（1955年）のなかでルナンを厳しく批判している。エドワード・サイードは、ルナンの学説を初期のオリエンタリズムとしている。

## アーリア主義

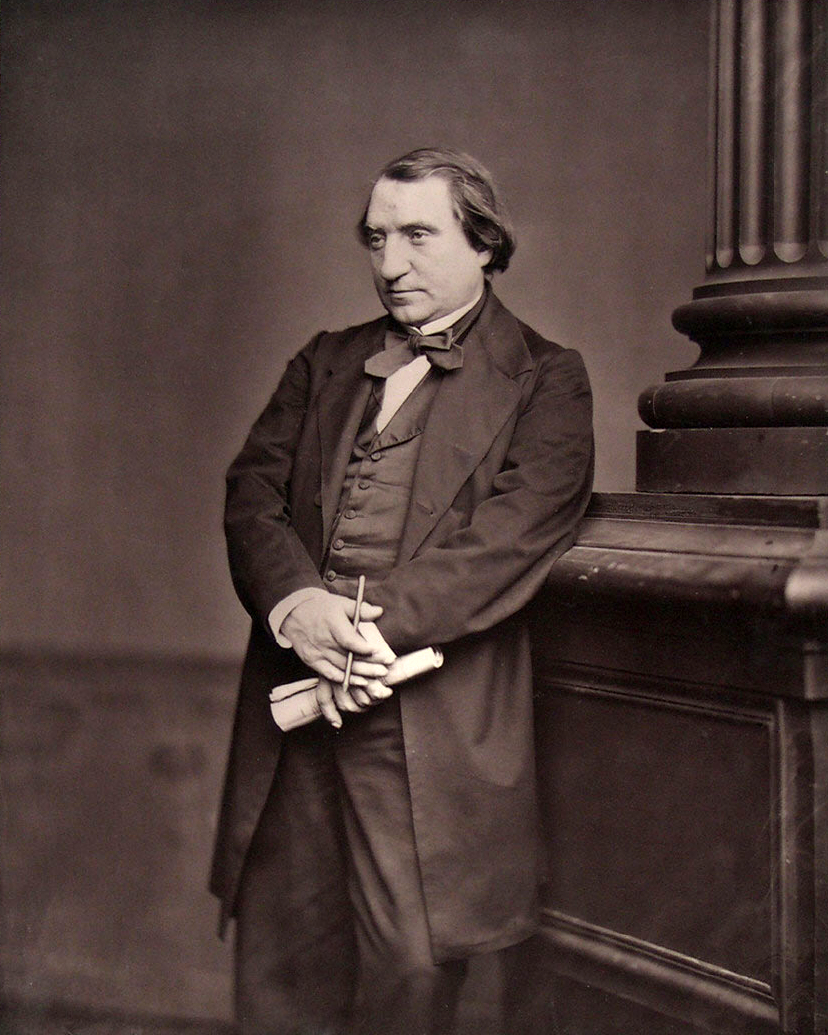
エルネスト・ルナン

アルテュール・ド・ゴビノーよりも影響力の強かったルナンは第三共和制の公式のイデオローグとなり、アーリア主義の宣伝者として大きな影響力を誇った。
ルナンは『セム系言語の一般史および比較体系』(1855）でセム族とアーリア族を人類の決定的区分とし、P.M.Massingは「反セム主義」という語を最初に用いたのはルナンとする。この書物でルナンはアーリア人種が数千年の努力の末に自分の住む惑星の主人となるとき、偉大な人種を創始した聖なるイマユス山を探検するだろうと書いた。
また『近代社会の宗教の未来』(1860)で「セム人には、もはやおこなうべき基本的なものは何もない。ゲルマン人でありケルト人でありつづけよう」「セム人種は使命（一神教）を達成すると急速におとろえ、アーリア人種のみが人類の運命の先頭を歩む」と書いた。ルナンによれば、セム人とアーリア人の間には深い溝があり、「世界で最も陰気な土地」であるユダヤの地は極端な一神教を生み、他方のキリスト教を作った北のガリラヤは快活で寛容でさほど厳格でない。キリスト教の人類愛(アガペー)は、自分の兵の妻バテシバと姦淫しその夫を戦場で討死させたダビデの利己主義や、前王ヨラムを殺し、異教神バアルを廃した虐殺者イスラエル王エヒウ（Jehu）からではなく、異教徒であったアーリア人の祖先が産んだとした。イエスの思想はユダヤ教から得たものでなく、完全にイエスの偉大な魂が単独で創造したのであり、イエスにはユダヤ的なものは何もなく、キリスト教とはアーリア人の宗教であり、「文明化された民族の宗教」であるキリスト教だけがヨーロッパ共通の倫理と美学を提供できるとした。
またルナンは、有害なイスラム教がユダヤ教を継承したと論じた。
1863年、化学者マルスラン・ベルトゥロはルナンへの手紙で「われわれの祖先のアーリア人」と述べ、イポリット・テーヌは「血と精神の共同体」であるアーリアの民を賛美した。
他方、R・F・グラウ はルナンを批判して、学芸・政治の男性的な能力を持つインド・ゲルマン人に対して、セム人は宗教を独占する女性的存在であり、神はセム的精神とインドゲルマン的性質の結婚を決定しており、この夫婦は世界を支配すると論じた。イグナツ・イサーク・イェフダ・ゴルトツィーハーは「セム人は神話を持たない」とするルナンを批判し、ヘブライ神話もあるし、ヘブライ人もアーリア人と同様に人類史の建設者であったとし、ユダヤ人をヨーロッパ文化に同化させることを要求した。

## 著作
- Histoire de l'étude de la langue grecque dans l'Occident de l'Europe depuis la fin du Ve siècle jusqu'à celle du XIVe (1848)
- De l'origine du langage (1848-1858).
- Averroës et l’averroïsme (1852)[10]
- De philosophia peripatetica, apud Syros (1852).
- L'Âme bretonne (1854).
- La Poésie des races celtiques – publié dans la Revue des deux Mondes, 2e série, tome 5(1854), p.473-506.
- Histoire générale et systèmes comparés des langues sémitiques 『セム系言語の一般史および比較体系』（初版1855、第三版1863）
- Études d'histoire religieuse (1857).
- Le Livre de Job (1858).
- Essais de morale et de critique (1859).
- Le cantique des cantiques (1860).
- De l’Avenir religieux des sociétés modernes.『近代社会の宗教の未来』(1860)
- Henriette Renan, souvenir pour ceux qui l’ont connue (1862).
- Prière sur l'Acropole (1865).『アクロポリスでの祈り』神条広希 訳、京緑社、2020年12月。ISBN 978-4909727190。
- Histoire des origines du christianisme – 7 volumes (1863-1883).
  - Vie de Jésus (1863)[11].
    - 『イエス伝』津田穣訳、岩波書店〈岩波文庫 青810-1〉、1941年1月。ISBN 4-00-338101-7。
    - 『イエスの生涯』忽那錦吾訳、人文書院、2000年8月。

  - Les Apôtres (1866).
  - Saint Paul (1869).
    - 『パウロ 伝道のオディッセー』忽那錦吾訳、人文書院、2004年3月。

  - L’Antéchrist (1873).
    - 『反・キリスト 黙示録の時代』忽那錦吾訳、人文書院、2008年12月。

  - Les Évangiles et la seconde génération chrétienne (1877).
  - L’Église chrétienne (1879).
  - Marc Aurèle ou la Fin du monde antique (1882).
- Mission de Phénicie (1864-74).
- Questions contemporaines (1868).
- La Réforme intellectuelle et morale de la France (1871)[12]
- Dialogues et fragments philosophiques (1876). [13]
- Mélanges d’histoire et de voyages (1878).
- Drames philosophiques :
  - Caliban (1878),
  - L’Eau de Jouvence (1881),
- Qu’est-ce qu’une nation ?(1882).[14]
  - 『国民とは何か』鵜飼哲ほか訳、インスクリプト、1997年10月。ISBN 4900997013。[15]
  - 『国民とは何か』長谷川一年訳、講談社学術文庫、2022年4月。ISBN 406-5278570
  - Le Prêtre de Némi (1885),
  - L’Abbesse de Jouarre (1886).
- Conférences d’Angleterre (1880).
- L’Ecclésiaste (1881).
- Souvenirs d'enfance et de jeunesse (1883).[16]
  - 『思い出』 上 幼年時代、杉捷夫訳、岩波書店〈岩波文庫 青810-2〉、1953年10月。ISBN 4-00-338102-5。
  - 『思い出』 下 青年時代、杉捷夫訳、岩波書店〈岩波文庫 青810-3〉、1953年11月。ISBN 4-00-338103-3。
- Nouvelles études d’histoire religieuse (1884).
- Le bouddhisme (1884), Éditions Lume.
- Histoire du peuple d’Israël (1887-93), 5 volumes.
- Discours et conférences (1887).
- Examen de conscience philosophique (1889).
- L’Avenir de la science, pensées de 1848 (1890).[17]
- Feuilles détachées (1892).

共著：
- Histoire littéraire de la France au XIVe siècle (1865), 共著Victor Le Clerc.

没後出版:
- Études sur la politique religieuse du règne de Philippe le Bel (1899).
- Mélanges religieux et historiques (1904).
- Patrice (1908).
- Fragments intimes et romanesques (1914).
- Essai psychologique sur Jésus-Christ (1921).
- Sur Corneille, Racine et Bossuet (1928).
- Voyages : Italie, Norvège (1928). [18]
- Ernest Renan et l’Allemagne. (1945).[19]